# Yo vengo aquí
Yo vengo aquí est un album de musique cubaine enregistré en 1996 par le guitariste et chanteur cubain Compay Segundo, alors âgé de 89 ans.

## Historique

### Enregistrement et production
L'album Yo vengo aquí est enregistré en novembre 1995 (soit six mois avant Buena Vista Social Club) aux Studios Cinearte à Madrid en Espagne par le guitariste et chanteur Compay Segundo accompagné par un groupe incluant son fils Salvador Repilado, le chanteur Julio Fernández (qui assure la première voix) et Benito Suárez comme second guitariste,,. Comme l'explique le livret du CD, « l'instrument de Compay Segundo est une petite guitare, conçue par lui-même, de la taille d'un requinto ou d'un cuatro vénézuélien, avec sept cordes métalliques, la troisième étant double, ce qui donne un son similaire au tres cubain ».
L'album est produit par Santiago Auserón, assisté de Paz Tejedor,, pour la Nueva Sociedad Lírica en collaboration avec l'Instituto Cubano de la Música.
La prise de son est assurée par José Luis Crespo et Antonio Olariaga, assisté de Raquel Fernández,.
Le mixage est effectué par José Luis Crespo et Santiago Auserón et la mastérisation (matriçage) par José Luis Crespo,.

### Publication
L'album sort en CD en 1996 en Europe sous la référence 063014783 2 sur le label GASA / Dro East West Spain appartenant au groupe Warner Music Group.
Il sort la même année sur le même label GASA au Mexique et en France sur le label Warner Musique France.
La notice du CD (original liner notes) est de la main de Santiago Auserón en collaboration avec Faustino Núñez et Bladimir Zamora,.
Le design de la pochette et du livret est l'œuvre de Manuel Guio, tandis que les photographies sont de Manuel Zambrana (Compay et son groupe), Javier Salas (portraits) et Manuel Guio (La Havane),,.

## Liste des morceaux
L'album comprend les quinze morceaux ci-dessous,.
Il commence par Yo vengo aquí, le premier morceau composé à l'âge de 15 ans seulement par Francisco Repilado (le futur Compay Segundo), et se termine par Chan Chan, un titre composé par  Compay Segundo en 1986 et qui est devenu le premier morceau de l'album Buena Vista Social Club.
| N°  | Titre                      | Genre           | Compositeur(s)                                           | Durée |
| 1.  | Yo vengo aquí              | Son cubain      | Francisco Repilado (Compay Segundo)                      | 4:15  |
| 2.  | Sabroso                    | Son             | Francisco Repilado                                       | 4:17  |
| 3.  | Chicharrones               | Son             | Francisco Repilado                                       | 4:28  |
| 4.  | Macusa                     | Son             | Francisco Repilado                                       | 4:22  |
| 5.  | Ahora me da pena           | Son             | Francisco Repilado                                       | 4:15  |
| 6.  | Mi calderito               | Son             | Francisco Repilado                                       | 3:20  |
| 7.  | Silencio                   | Boléro cubain   | Rafael Hernández                                         | 2:48  |
| 8.  | Hey caramba                | Regina oriental | Francisco Repilado                                       | 4:15  |
| 9.  | Quién te bautizó (Vicenta) | Son             | Francisco Repilado                                       | 3:30  |
| 10. | Se secó el arroyito        | Guajira         | Francisco Repilado                                       | 2:39  |
| 11. | Orgullecida                | Boléro-blues    | Eliseo Silveira                                          | 1:55  |
| 12. | Clarabella                 | Boléro-son      | Francisco Repilado                                       | 3:44  |
| 13. | Sarandonga                 | Son             | Francisco Repilado et Lorenzo Hierrezuelo (Compay Primo) | 2:52  |
| 14. | Virgen del Pino            | Boléro cubain   | Francisco Repilado                                       | 1:56  |
| 15. | Chan Chan                  | Son             | Francisco Repilado                                       | 4:22  |

Durée totale : 53:12

## Musiciens
- Julio Fernández : première voix, maracas
- Compay Segundo : guitare acoustique et deuxième voix
- Salvador Repilado : contrebasse
- Benito Suárez : guitare et troisième voix

## Musiciens additionnels
- Javier Colina : contrebasse sur Orgullecida
- Santiago Auserón : troisième voix sur Virgen del Pino